# Beroe compacta
Beroe compacta är en kammanetart som beskrevs av Moser 1909. Beroe compacta ingår i släktet Beroe, och familjen Beroidae. Inga underarter finns listade i Catalogue of Life.